# Монтевидео
Сан Фелипе и Сантијаго де Монтевидео (шп. San Felipe y Santiago de Montevideo) је главни град Уругваја. Налази се у природној луци у естуару реке Ла Плата. Са 1.325.968 становника (2004) ово је привредни, административни и културни центар земље.
Град је 1724. године основао шпански војник Бруно Маурицио де Забала, као стратешки потез усред шпанско-португалског спора око регије Платине. Такође је био под кратком британском влашћу 1807. године. Монтевидео је локација административног седишта Меркосура и Латиноамеричког удружења за интеграцију, водећих трговинских блокова Латинске Америке, што наводи на поређење са улогом Брисела у Европи.
Мерцеров извештај о квалитету живота за 2019. годину оценио је Монтевидео првим у Латинској Америци, ранг који град непрекидно држи од 2005. Према подацима из 2010, Монтевидео је био 19. највећа градска економија на континенту и 9. највећи по зарадама међу већим градовима. За 2020 годину је предвиђени БДП био 49,7 милијарди долара, а по становнику од 28.385 долара.
Године 2018, Монтевидео је класификован као бета глобални град који је заузео осмо место у Латинској Америци и 84. место у свету. Монтевидео је био домаћин сваке утакмице током првог ФИФА светског купа 1930. године. Он је описан као „живописно, еклектично место са богатим културним животом“, и „успешан технолошки центар и предузетничка култура“, Монтевидео је заузео осмо место у Латинска Америка на Мастеркардовом индексу глобалних градова дестинацијау за 2013. годину.
Године 2014, сматран је и петом највише геј-френдли метрополом на свету и првом у Латинској Америци. То је средиште трговине и високог образовања у Уругвају, као и његова главна лука. Град је такође финансијско средиште Уругваја и културни центар метрополитанског подручја са око 2 милиона становника.

## Географија

### Клима
Клима у граду је умерена са средњом годишњом температуром од 13 °C. Подсећа на климу јужне Француске, Италије и Шпаније са израженим свим годишњим добима.
| Клима Монтевидеа (Прадо) 1980–2009 | Клима Монтевидеа (Прадо) 1980–2009 | Клима Монтевидеа (Прадо) 1980–2009 | Клима Монтевидеа (Прадо) 1980–2009 | Клима Монтевидеа (Прадо) 1980–2009 | Клима Монтевидеа (Прадо) 1980–2009 | Клима Монтевидеа (Прадо) 1980–2009 | Клима Монтевидеа (Прадо) 1980–2009 | Клима Монтевидеа (Прадо) 1980–2009 | Клима Монтевидеа (Прадо) 1980–2009 | Клима Монтевидеа (Прадо) 1980–2009 | Клима Монтевидеа (Прадо) 1980–2009 | Клима Монтевидеа (Прадо) 1980–2009 | Клима Монтевидеа (Прадо) 1980–2009 |
| Показатељ \ Месец | .Јан.                              | .Феб.                              | .Мар.                              | .Апр.                              | .Мај.                              | .Јун.                              | .Јул.                              | .Авг.                              | .Сеп.                              | .Окт.                              | .Нов.                              | .Дец.                              | .Год.                              |
| --- | ---------------------------------- | ---------------------------------- | ---------------------------------- | ---------------------------------- | ---------------------------------- | ---------------------------------- | ---------------------------------- | ---------------------------------- | ---------------------------------- | ---------------------------------- | ---------------------------------- | ---------------------------------- | ---------------------------------- |
| Апсолутни максимум, °C (°F) | 42,8 (109)                         | 40,3 (104,5)                       | 38,4 (101,1)                       | 36,7 (98,1)                        | 32,0 (89,6)                        | 27,4 (81,3)                        | 29,8 (85,6)                        | 30,8 (87,4)                        | 32,0 (89,6)                        | 35,8 (96,4)                        | 38,2 (100,8)                       | 40,8 (105,4)                       | 42,8 (109)                         |
| Максимум, °C (°F) | 27,7 (81,9)                        | 26,8 (80,2)                        | 25,3 (77,5)                        | 21,7 (71,1)                        | 18,2 (64,8)                        | 15,2 (59,4)                        | 14,5 (58,1)                        | 16,3 (61,3)                        | 17,5 (63,5)                        | 20,8 (69,4)                        | 23,3 (73,9)                        | 26,0 (78,8)                        | 21,1 (70)                          |
| Просек, °C (°F) | 23,2 (73,8)                        | 22,7 (72,9)                        | 21,3 (70,3)                        | 17,9 (64,2)                        | 14,5 (58,1)                        | 11,7 (53,1)                        | 11,1 (52)                          | 12,4 (54,3)                        | 13,7 (56,7)                        | 16,6 (61,9)                        | 19,0 (66,2)                        | 21,5 (70,7)                        | 17,1 (62,8)                        |
| Минимум, °C (°F) | 18,8 (65,8)                        | 18,7 (65,7)                        | 17,3 (63,1)                        | 14,1 (57,4)                        | 10,9 (51,6)                        | 8,3 (46,9)                         | 7,6 (45,7)                         | 8,5 (47,3)                         | 9,9 (49,8)                         | 12,5 (54,5)                        | 14,7 (58,5)                        | 17,0 (62,6)                        | 13,2 (55,8)                        |
| Апсолутни минимум, °C (°F) | 6,0 (42,8)                         | 6,8 (44,2)                         | 3,8 (38,8)                         | 1,3 (34,3)                         | −2,0 (28,4)                        | −5,6 (21,9)                        | −5,0 (23)                          | −3,8 (25,2)                        | −2,4 (27,7)                        | −1,5 (29,3)                        | 2,5 (36,5)                         | 5,0 (41)                           | −5,6 (21,9)                        |
| Количина падавина, mm (in) | 86,8 (3,417)                       | 101,5 (3,996)                      | 104,6 (4,118)                      | 85,5 (3,366)                       | 89,0 (3,504)                       | 83,1 (3,272)                       | 86,4 (3,402)                       | 88,2 (3,472)                       | 93,9 (3,697)                       | 108,5 (4,272)                      | 89,3 (3,516)                       | 84,4 (3,323)                       | 1.101,2 (43,354)                   |
| Дани са падавинама (≥ 1.0 mm) | 6                                  | 7                                  | 6                                  | 6                                  | 6                                  | 7                                  | 7                                  | 6                                  | 6                                  | 7                                  | 7                                  | 6                                  | 77                                 |
| Релативна влажност, % | 70                                 | 73                                 | 76                                 | 77                                 | 79                                 | 81                                 | 80                                 | 78                                 | 76                                 | 74                                 | 72                                 | 70                                 | 76                                 |
| Сунчани сати — месечни просек | 294,5                              | 234,5                              | 220,1                              | 162,0                              | 161,2                              | 126,0                              | 142,6                              | 164,3                              | 180,0                              | 226,3                              | 249,0                              | 282,1                              | 2.442,6                            |
| Сунчани сати — дневни просек | 9,5                                | 8,3                                | 7,1                                | 5,4                                | 5,2                                | 4,2                                | 4,6                                | 5,3                                | 6,0                                | 7,3                                | 8,3                                | 9,1                                | 6,7                                |
| Извор #1: Instituto Nacional de Investigación Agropecuaria                                                                                                   |                                    |                                    |                                    |                                    |                                    |                                    |                                    |                                    |                                    |                                    |                                    |                                    |                                    |
| Извор #2: Dirección Nacional de Meteorología (precipitation 1961–1990, extremes 1901–1994), World Meteorological Organization (precipitation data 1961–1990) |                                    |                                    |                                    |                                    |                                    |                                    |                                    |                                    |                                    |                                    |                                    |                                    |                                    |

| Подаци о клими за Монтевидео         | Подаци о клими за Монтевидео | Подаци о клими за Монтевидео | Подаци о клими за Монтевидео | Подаци о клими за Монтевидео | Подаци о клими за Монтевидео | Подаци о клими за Монтевидео | Подаци о клими за Монтевидео | Подаци о клими за Монтевидео | Подаци о клими за Монтевидео | Подаци о клими за Монтевидео | Подаци о клими за Монтевидео | Подаци о клими за Монтевидео | Подаци о клими за Монтевидео |
| Месец                                | Јан                          | Феб                          | Мар                          | Апр                          | Мај                          | Јун                          | Јул                          | Авг                          | Сеп                          | Окт                          | Нов                          | Дец                          | Година                       |
| ------------------------------------ | ---------------------------- | ---------------------------- | ---------------------------- | ---------------------------- | ---------------------------- | ---------------------------- | ---------------------------- | ---------------------------- | ---------------------------- | ---------------------------- | ---------------------------- | ---------------------------- | ---------------------------- |
| Просечне температуре мора            | 24,2 (75,6)                  | 23,4 (74,1)                  | 22,4 (72,3)                  | 19,0 (66,2)                  | 15,9 (60,6)                  | 13,1 (55,6)                  | 11,3 (52,3)                  | 12,1 (53,8)                  | 13,3 (55,9)                  | 17,2 (63,0)                  | 19,8 (67,6)                  | 21,9 (71,4)                  | 17,8 (64,0)                  |
| Просечан број дневних светлих часова | 14,0                         | 13,0                         | 12,0                         | 11,0                         | 10,0                         | 10,0                         | 10,0                         | 11,0                         | 12,0                         | 13,0                         | 14,0                         | 14,0                         | 12,0                         |
| Просечни ултравилентни индекс        | 11+                          | 11                           | 9                            | 6                            | 3                            | 2                            | 2                            | 4                            | 6                            | 8                            | 10                           | 11+                          | 6.9                          |
| Извор: Метереолошки атлас            |                              |                              |                              |                              |                              |                              |                              |                              |                              |                              |                              |                              |                              |

## Историја
Град Монтевидео је основан 24. децембра 1726. Основао га је Бруно Маурицио де Забала гувернер Буенос Ајреса. Две године пре тога су Португалци овде основали тврђаву. Легенда каже да име места потиче од једног Магелановог морнара који је видевши обалу код данашњег Монтевидеа узвикнуо: Monte vi eu (Видео сам брдо). 
Монтевидео је био под јаким британским утицајем током целог 19. века. Британци су на овај начин желели да тргују у региону без уплитања Аргентине или Бразила. Монтевидео је тада био трговински ривал Буенос Ајреса. Почетком 20. века у град се доселило много европских имиграната, тако да је 1908. трећина становништва била рођена у иностранству. Војне диктатуре и економска стагнација у 20. веку су изазвале опадање значаја града, а последице тога су и данас видљиве. Многе сиромашне сеоске породице су се населиле у старом делу града. 
У Монтевидеу се десило прво светско првенство у фудбалу 1930. године. ФИФА је изабрала Уругвај за домаћина првог светског првенства, јер су славили годишњицу независности. Монтевидео је основан 24. децембра 1724. године гувернер Буенос Ајреса Бруно Маурицио де Забала.

## Становништво
| 1963.     | 1975.     | 1985.     | 1996.     | 2004.     | 2011.     |
| --------- | --------- | --------- | --------- | --------- | --------- |
| 1.202.890 | 1.176.049 | 1.251.511 | 1.303.182 | 1.269.552 | 1.319.108 |

## Партнерски градови
- Arica, Chile|Арика[25]
- Асунсион[26]
- Барселона[27]
- Берисо[28]
- Блуфилдс[28]
- Бразилија[28]
- Кадиз[28]
- Кали[28]
- Сеута[28]
- Кочабамба[28]
- Кордоба[28]
- Коројко[28]
- Кумана[28]
- Куритиба[29]
- Ел Ајун, Западна Сахара[28]
- Есмералдас[28]
- Хурлингам[28]
- Ла Плата[28]
- Либертадор[28]
- Лисабон[30]
- Мар дел Плата[28]
- Марсико Нуово, Базиликата, Италија[28]
- Мелиља[31]
- Мисисога, Онтарио, Канада[28]
- Париз[32]
- Порт о Пренс[28]
- Ћингдао[33]
- Квебек Сити
- Росарио[28][34]
- Санкт Петербург[35]
- Санта Круз де ла Сијера[28]
- Сан Паоло[36][37]
- Сатријано ди Луканија, Базиликата, Италија[38]
- Шенџен[39][40][41]
- Таламанка[28]
- Тамбо де Мора[28]
- Тјенцин[42]
- Тито, Потенца, Италија[28]
- Тумако[28]
- Улсан[43]
- Вроцлав[28]
- Вуху[28]

Монтевидео је део Уније ибероамеричких главних градова од 12. октобра 1982.